# Mathijs Wier
Mathijs Wier (auch Matthias, Matthes, Mattaeus Weyer; * 1520 oder 1521 vermutlich in Grave an der Maas in Nordbrabant; † 25. April 1560 in Wesel) war ein Kaufmann und Mystiker, der am Niederrhein wirkte.

## Leben

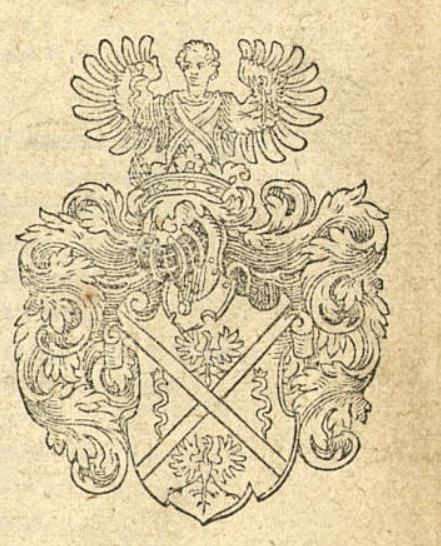
Wappen der Familie Weyer, 1593

Mathijs Wier war der jüngste Bruder des Arztes und Gegners der Hexenverfolgung Johann Weyer (1516–1588). Als ihre Eltern gelten der Kaufmann Theodor (Dirk) Wier (Wierus) und dessen Frau Agnes Rhordam (beide † vor 1566). Allerdings benennt die Grabplatte von Mathijs’ Neffen Dietrich von Weyer († 1604) in Beischriften die Wappen der vier Großeltern mit den Namen „Weier, Wintgen, Bocksmer“ und „Denholt“, so dass der Name von Dietrichs Großmutter väterlicherseits „Agnes Boxmeer“ oder „Agnes ten Holt“ lautete und Theodor Wier noch eine andere Ehe geschlossen hat.
Mathijs Wiers weitere Geschwister waren Arnt (Arnold) Wyer († nach 1577) in Moers, Küchenmeister (nicht „Koch“) von Graf Hermann von Neuenahr (1520–1578), und Anna Wier (* vor 1540; † nach 1582), die zweite Frau von Karl von Utenhove d. Ä. (* um 1500; † 1580), des Herrn von Merckeghem, die dieser vor 1562 geheiratet hat. Dietrich von Weyer bezeichnete 1573 den „Her von Merckhem“ als seinen „Ohem“. 1574 wurden „Anna Wyer, Frau des Herrn von Merkegem“ Grundstücke im Gericht Kellen übertragen, und 1582 wurde ein Hof in Waldniel an „Anna Wijer, Witwe van Merchgem“, verpfändet.
Mathijs Wier und sein Bruder Arnd wohnten eine Zeitlang als „aanzienlijke kooplieden (= bedeutende Kaufleute)“ in Antwerpen, später lebte Mathijs Wier in Wesel. Er verfasste mehrere Literaturbriefe an seinen Bruder den „lieue Johan“ bzw. „aen zijn Broeder D. Jan W.“, an den Bruder Arnd Wijer und an seine Schwester, an die er 9 Tage vor seinem Tod auch einen Abschiedsbrief schrieb.
Wier stand in der mystischen Tradition von Johannes Tauler († 1361), er erwähnt die Nachfolge Christi des Thomas von Kempen († 1471) sowie die Theologia deutsch und war der reformatorischen Theologie verbunden. Gegenüber anderen mystisch-spiritualistisch geprägten Zeitgenossen vertrat er eigenständige Positionen, mit den Täufern oder den Schwenkfeldianern sympathisierte er nicht. Er bestritt unter anderem die Ansichten des Mennoniten Dirk Philips (1504–1568) über Buße und Wiedergeburt oder die Berufung zur „Liebesbrüderschaft“ („Haus der Liebe“), die Heinrich Niclaes (* 1501; † um 1580) propagierte. Jedoch wurden eine kritische Bemerkung über David Joris († 1556) und eine weitere Erwähnung von Heinrich Niclaes von den Herausgebern erst nachträglich in die hochdeutsche und lateinische Ausgabe seiner Werke eingefügt. Ursprünglich waren an der entsprechenden Stelle „huydens-daechs … dwael-gheesten / heutiges Tages … Irrgeister“ ohne konkrete Namensnennung genannt. In einem seiner Briefe setzte sich Wier mit der Frankfurter Disputation über Willensfreiheit und Prädestination auseinander, die im September 1556 zwischen Johannes Calvin, Robert Horne († 1579), Johannes a Lasco und Justus Velsius (1502–1582) geführt wurde. Er grenzte sich dabei sowohl von Calvin als auch von Velsius ab.
Wier war überzeugt, dass der Mensch immer Buße üben muss: Absolute Sündlosigkeit kann in diesem Leben nicht erworben werden. Das Ziel der Vereinigung mit Gott („Wiedergeburt“) wird über die Stufen der – äußeren und inneren – Reinigung erreicht, die mit Askese, Absterben des Kreatürlichen (des „Fleisches“) und Leiden verbunden ist und zur Erleuchtung führt. „Und alsdann in freyer Gelassenheit, schawet, kennet und liebet Gott sich selbst in uns“.
Mathijs Wier starb nach schwerer Krankheit, die möglicherweise durch psychosomatische Faktoren beeinflusst war, im Alter von 39 Jahren und hinterließ seine Frau und kleine Kinder. Seine Aussprüche und Schriften waren von seinem „Haußgenossen“, dem „iongen gesellen“ Johann (Jan) Spe († 2. März 1561) „von Edlem Geschlecht“ gesammelt worden. Johann Spe – vermutlich ein naher Verwandter des Friedrich Spee von Langenfeld – übergab das Manuskript 1561 auf seinem Sterbebett an gemeinsame Freunde.
Die Texte wurden erstmals 1563 von Pieter Overd’hage und 1569 von Dirck Mullem herausgegeben und in Wesel in 
niederfränkischer Sprache gedruckt. Eine Partikular-Synode der Reformierten Kirche von Süd-Holland, die am 2. August 1594 in Rotterdam tagte, forderte Pieter Overd’hage 30 Jahre später auf, sich für den Druck und Vertrieb des Buches des „gheestdrÿvers (= Schwärmers) M. Wieri“ zu verantworten. Overd’hage distanzierte sich daraufhin schriftlich von dem Buch, das er bisher nicht so verstanden habe, als ob der Mensch so in Gott verwandelt würde, dass er sein natürliches Wesen verliere.

## Wirkung auf Spiritualismus und Pietismus
Jan Theunisz. (* 1569; † 1635/40), 1613 als Mennonit aus einer Professur für Arabisch an der Universität Leiden entlassen, kannte das Werk von „Matth. Wyertsz.“ und sah in ihm einen Geistesverwandten von Hans de Ries, mit dem er selbst sich zerstritten hatte. Dierick Philipsz. Schabaelje (* um 1590; † um 1622), Jan Philipsz. Schabaelje (1592–1656), Pieter Pietersz. (1574–1651) und ihre Anhänger, die einen mystisch-spiritualistischen Kreis in Amsterdam bildeten, wurden 1627 von Theunisz wegen ihrer angeblichen Schwärmerei als „Iesuytsche ofte Matthijas Wyaerdsche secte ofte Kercke (= jesuitische oder Matthijas-Wyaerdsche Sekte bzw. Kirche)“ verspottet. Jan Philipsz. Schabaelje gab 1652 die Grondelicke Onderrichting Wiers neu heraus.
Der pietistische Kirchenlieddichter Johann Jakob Schütz („Sei Lob und Ehr dem höchsten Gut“), der sich in Frankfurt am Main intensiv mit „Matthias Weyers“ Werk auseinandersetzte, sandte 1676 dessen Schrift an Pierre Poiret in Hamburg; 1677 regte er die Drucklegung einer von Antoine Grèlot (Grèslot) († 1678) angefertigten französischen Übersetzung der Gründlichen Unterrichtung an. Poiret nahm einen Abschnitt über „Matthaeus Weierus“ in seine Bibliotheca Mysticorum auf. Hiob und David, Matthias Weyer und Johannes vom Kreuz nannte er „die vier Evangelisten der göttlichen Reinigung“. Seiner französischen Übersetzung der Theologia deutsch, die 1676 erstmals erschien, fügte Poirot 1700 eine Lettre sur la Régénération (= Brief über die Wiedergeburt) der Mennonitin Mayken Hendriks (Marie Henrics) an Isabelle de Wardenbourg bei. Er sah darin eine Zusammenfassung des Weyerschen Weges (Epitome viae Weyerianae). Der Brief war ursprünglich um 1640 in niederländischer Sprache verfasst und 1677 in der holländischen Neuauflage eines Buchs des Labadisten Heinrich Schlüter (1647–1675) aus Wesel abgedruckt worden.
Philipp Jacob Spener, einer der bekanntesten Vertreter des Pietismus, sah die Schriften von Matthäus Weyer, die er gelesen hatte, eher skeptisch. Er war sich nicht sicher, ob Weyer unter die Mystiker (mystici autores) zu rechnen sei. Gottfried Arnold griff Wiers Ausführungen zu Velsius zustimmend auf. Er nannte „Matthias Weyer … ein lebendiges Bild des Characters Johannis â Cruce“. Der Mystiker und Spiritualist Johann Georg Gichtel in Amsterdam, zu dessen Freundeskreis auch Arnold bis 1701 gehörte, sah Weyer kritisch: „denen, welche aus der Lehre von der Praedestination bestritten werden,“ seien seine Schriften Gift (venenum), „Gelassenheit“ habe im Kampf keinen Platz, allenfalls im Leiden. Außer der Brief- und Sprüchesammlung sei weiter nichts von ihm bekannt. Auch der Gichtelianer Johann Wilhelm Überfeld (1659–1731) bezog sich 1704 auf „Matthias Weyer, der bis an sein Ende in den strengen Thoren der Tiefe gearbeitet“ und „die Wiedergeburt durchs Angstfeuer, und mit nichten ein angenommen auswendig Wesen, … zum Durchbruch ins Licht“ verstanden habe. Eberhard Ludwig Gruber, ein radikaler Pietist, sah in „Matthäus Weyher“ ein Vorbild der genauen Beobachtung „der freundlichen Stimme Gottes in sich“. Bei einer Durchsuchung im Tübinger Stift wurden bei einem des Separatismus verdächtigten Stipendianten Werke von Gruber, Mathijs Wier, Jakob Böhme, Gottfried Arnold, Jeanne-Marie Bouvier de La Motte Guyon und Antoinette Bourignon gefunden.
Von Valentin Ernst Löscher, einem Vertreter der Lutherischen Orthodoxie, wurde Wier differenziert, aber kritisch beurteilt. Seine Einschätzung, die wörtlich in Zedlers Grosses vollständiges Universal-Lexicon Aller Wissenschafften und Künste einging, war lange wirksam, bis Mathis Wier von Johann Arnold Kanne und dem Privatdozenten Eduard Simons (1855–1922), später Professor für praktische Theologie in Marburg und Bonn, wiederentdeckt wurde.

## Zitat
„Der Mensch ist zu großen Dingen ausersehen, und begehret große Dinge. Aber der Trank der vorher muß getrunken werden, ist sehr bitter“

## Werke
Briefsammlung
- Ein korth vnde grondtlick bericht, wt etlicken brieuen M. W. Om tot der waerer Godtsalicheit ordentlick tho kamen. o. O. [nach 1560;[66] 1568?][67]
  - Grondelycke onderrichtinghe van veelen Hoch-Wichtigen articuln, tot der Weedergheboorte seer dynstelyck. Dierick Mullem, Wesel o. J. [1568 oder 1569][37] (Google-Books).
  - Dierick Mullem, Rotterdam 1573 (Google-Books)
  - Grondelicke Onderrichtinghe, van veelen Hoochwichtighen Articulen, eenen yegelycken die tot Reyniginge zynre Sunden, ende in die wedergheboorte begheert te comen, seer dienstelyck. Door den hooch-van Godt-verlichten M. W. met zynen vrienden, bekenden ende bywoonderen tot verscheyden tyden soo schriftelick als mondelick ghehandelt ende wtghesproken. Frankfurt am Main [= Harmen Jansz. Muller, Amsterdam][68] 1579 (Google-Books)
  - (Nachdruck) Grondelijcke Onderrichtinghe, van veelen Hoochwichtighen Articulen, eenen yeghelijcken die tot reyniginghe zijnre Sonden, ende in die wedergheboorte begheert te comen, seer dienstelijck. Door den hooch-van Godt-verlichten M. W. met synen vrienden, bekenden ende bywoonderen tot verscheyden tijden so Schriftelijck als mondelijck gehandelt ende wtghesproocken. Dierick Mullem, o. O. [Vianen 1584][68] (Google-Books)
- (hochdeutsche Übersetzung) Gründliche Unterrichtung von Vielen hochwichtigen Articuln … Friedrich Weiß, Frankfurt am Main 1633[69][34]
  - 2. Auflage, aus dem Niederländischen Anno 1579 ins Teutsche übersetzt zu Franckfurt. Henrich Betkius, Amsterdam 1658 (Google-Books)
  - Gründliche Unterrichtung Von Vielen Hochwichtigen Articuln, einem jeden der zur reinigung seiner Sünden, und in die Widergebuhrt begehret zukommen, sehr dienstlich. 3. Auflage Frankfurt am Main 1710 (wlb-stuttgart.de)

Spruchsammlung in drei „Büchern“
- (verschollen) … Boeck der Sproecken …. Dierick Mullem, Wesel [um 1569][37]
  - (Nachdruck) Dat Boeck der Sproecken. Inhoudende veel schone onderwijsingen, hoe een yegelijck tot reynighinghe synder sonden ende om tot die wedergheboorte te comen hem schicken sal. Door M[atthijs] W. Dierick Mullem, o. O. [Vianen 1584][68] (Google-Books)
- (hochdeutsche Übersetzung) Drey Bücher Mündlicher Reden oder Sprüche. Friedrich Weiß, Frankfurt am Main 1633[70]
- (englische Übersetzung) The narrow path of divine truth described from living practice and experience of its three great steps. Ben Clark, London 1683

Zusammendruck beider Werke
- Eyn kort Bericht vm to kommen tot den waren Gehoor desz levendigen Woirdtsz Gotsz, vnde so tot die Erkentenisse vn[de] Vrymakunge van die wesentlicke waarheyt doer sterven unde underganck unser gantser Naturen. Al betuiget vn[de] mit Eruarungen jn korten jaren herwaerts wtgesproken vn[de] beschreuen va[n] einen Godfruchtigen minsch, alsz nu in den Here gestoruen … Eynssdeils wt synen nagelaten Brieffen vergadert, einssdeils wt synen eigenen mond gehoort, vn[de] getrauwelick angeteykent. Vnde nu laatst al jn Hooftarticulen by A. B. C. gestalt … Jtem eyne Bekantenisse, wie dat man tot Heylicheit, Waarheit, Wijsheit vn[de] goddelicke Gerechticheit kommen mag, geschreuen an eynen Student tot Heydelbergen … P. H. G. [= Petrus Hyperphragmus Gandavensis = Pieter-Anastasius Overd’hage de Zuttere],[38] o. O. [Wesel] 1563[71][72][68]
  - Grondelicke Onderrichting tot de Ware Weder-Gheboorte; Bestaende In eenige Sendt-brieven, en Mondelinge Spreuken. Eertijts gedaen door den Hooghverlichten Mathys Wyers. Da sijn doot vergadert, en in't licht gegeben …, hrsg. von Jan Philipsz. Schabaelje. Tymon Houthaeck, Amsterdam 1652
- (hochdeutsche Übersetzung) Gründliche Unterrichtung von Vielen hochwichtigen Articuln, einem jeden der zur reinigung seiner Sünden, und in die Widergebuhrt begehret zu kommen, sehr dienstlich. Durch den von Gott hocherleuchten MATTHES WEYER, Mit seinem Freunden, Bekandten und Haußgenossen zu unterschiedlichen Zeitten, so Schrift- als Mündtlich gehandelt und außgesprochen. Alles nach seinem Tode erst zusammen gebracht, und an den tag gegeben … Auß dem Niederländischen Anno 1579. ins Teutsche übergesezt zu Franckfurt. (Darin als zweiter Teil:) Drey Bücher Mündlicher Reden oder Sprüche. Friedrich Weiß, Frankfurt am Main 1633
  - … Itzo aber zum andernmahl gedruckt. 2. Aufl. Henrich Betkius, Amsterdam 1658 (Digitalisat der Bayerischen Staatsbibliothek München), (Google-Books)
  - … Das zweyte mahl gedruckt in Amsterdam, bey Henrico Betkio, 1658, nun aber …  zum drittenmahl in Druck gegeben. 3. Aufl. Frankfurt am Main 1710
  - Des von GOtt hoch erleuchteten Manns MATTHES WEYERS Geistreiche Schrifften, In sich haltende Eine Gründliche Unterweisung Von vielen hochwichtigen Articuln; Einem jeden, der zur Wiedergeburth begehrt zu kommen, dienstlich; Als eine Lebendige Ubung der Mystischen Theologie. Nunmehro zum vierdten mahl heraus gegeben Nebst einem Vollständigen Register Uber die vorgekommene Materien. 4. Aufl. o. O. [Johann Friedrich Regelein,[73] Frankfurt am Main / Leipzig] 1720 (Digitalisat der Niedersächsischen Staats- und Universitätsbibliothek Göttingen)
  - 5. Aufl. Johann Friedrich Regelein, Frankfurt am Main / Leipzig 1732
  - (Überarbeitung) Johann Arnold Kanne (Hrsg.): Matthes Weyers Geistreiche, mündliche Sprüche das Inwendige Christenthum betreffend für solche, die weiter wollen … Neu bearbeitet. Monath & Kußler, Nürnberg / Altdorf 1817 (Nachdruck Saur, München 1997)
- (lateinische Übersetzung) Theologiae mysticae Triumq[ue] illius Viarum, purgativae, illuminativae atq[ue] unitivae Praxis viva … sive … Effatorum libri tres …  Quibus adjectae sunt ejusdem Autoris Epistolae practicae, editum nunc ex lingua Belgica an. 1579 Franckofurti et Gemanica an. 1568 Amstelodami, hrsg. von Johannes Spee. Henrich Betkius, Amsterdam 1658 (Digitalisat der Bayerischen Staatsbibliothek München), (Google-Books), (Google-Books)